# Zencrane Filmes
Zencrane Filmes é uma produtora audiovisual brasileira, fundada em 2000 pela produtora Cláudia da Natividade e pelo diretor e roteirista Marcos Jorge, sendo mais conhecida pelo seu primeiro longa-metragem de ficção, Estômago.
Além de diversos curtas e longas de ficção, lançados e coproduzidos por empresas como Warner Bros., Paramount, Globo Filmes e Disney, a Zencrane também produz projetos de transmídia cultural - como o documentário O Ateliê de Luzia, de 2004, e o livro de fotografia Brasil Rupestre, de 2007.
Ao todo, os filmes produzidos pela Zencrane já receberam mais de uma centena de prêmios em festivais no Brasil e no exterior. Em novembro de 2015, a Abraccine elegeu Estômago entre os cem melhores filmes da história do cinema brasileiro.

## História
A Zencrane Filmes foi criada no ano de 2000, quando a produtora Cláudia da Natividade e o diretor Marcos Jorge retornaram ao Brasil após um longo período de estudos e trabalhos realizados na Europa.
Logo nos seus primeiros anos, a Zencrane se destacou pela produção de dois curtas-metragens bastante premiados - O Encontro e Infinitamente Maio- e pelo documentário de longa-metragem O Ateliê de Luzia - Arte Rupestre No Brasil.
Em 2006, a produtora estendeu seu campo de atuação e criou a Zencrane Livros, que lançaria seu primeiro livro de fotografias, Brasil Rupestre, um ano depois. Patrocinado pela Petrobrás, Brasil Rupestre faz um comparativo entre os principais sítios de arte rupestre existentes no país e é considerado até hoje uma das principais referências no estudo e disponibilização da arte pré-histórica brasileira.
No entanto, foi em 2008 que a Zencrane entrou definitivamente na prateleira das grandes produtoras nacionais, com o lançamento de Estômago, seu primeiro filme de ficção e o primeiro longa-metragem realizado em uma co-produção Brasil e Itália desde os anos 70.
Sucesso absoluto de crítica e público, Estômago foi vendido para mais de 20 países e ganhou mais de 30 prêmios em festivais nacionais e internacionais, tornando-se o filme brasileiro mais premiado de 2008. O longa também recebeu o maior número de indicações no Grande Prêmio Vivo do Cinema Brasileiro 2009 (da Academia Brasileira de Cinema), sagrando-se vencedor nas principais categorias - Melhor Filme, Diretor, Roteiro Original, Ator Coadjuvante e Melhor Filme pelo voto popular.
Em 2010, a produtora lançou seu segundo longa-metragem de ficção, Corpos Celestes, e, em março de 2016, o terceiro, Mundo Cão. Estrelado por Lázaro Ramos, Babu Santana e Adriana Esteves, Mundo Cão foi destaque no Festival do Rio 2016, no Festival do Peru 2017 e no Festival Brasileiro de Paris 2017 (Melhor Filme), tornou-se o representante oficial do Brasil no Festival BRICS (China) 2017 e foi vendido Internacionalmente para Netflix.
Em fevereiro de 2020, a Zencrane teve as filmagens do seu primeiro longa-metragem de comédia, Abestalhados 2, paralisadas em razão da pandemia de Covid-19 no Brasil. Contudo, a produção foi retomada seis meses depois, sendo pioneira na definição e adoção dos rigorosos protocolos de proteção contra a Covid que viriam a ser adotadas por todas as produções nacionais dali em diante.
Em 2021, a Zencrane passou por mudanças no seu quadro de sócios, com a saída de Marcos Jorge e a entrada do Grupo Papaki, que se juntou a Cláudia da Natividade para ampliar a experiência de mercado e a capacidade de investimento e gestão financeira da produtora, visando atender às demandas de um mercado audiovisual cada vez mais global e diversificado.
Em 2022, teve início a produção do longa-metragem Estômago 2, mais uma vez em uma co-produção Brasil e Itália, com filmagens previstas para acontecer nos dois países.

## Principais Trabalhos

### Cinema
| Ano  | Título             | Tipo         | Formato        |
| ---- | ------------------ | ------------ | -------------- |
| 2002 | O Encontro         | Ficção       | Curta-metragem |
| 2003 | Infinitamente Maio | Ficção       | Curta-metragem |
| 2004 | O Ateliê de Luzia  | Documentário | Longa-metragem |
| 2008 | Estômago           | Ficção       | Longa-metragem |
| 2011 | Corpos Celestes    | Ficção       | Longa-metragem |
| 2016 | Mundo Cão          | Ficção       | Longa-metragem |
| --   | Abestalhados 2     | Ficção       | Longa-metragem |
| --   | Estômago 2         | Ficção       | Longa-metragem |

### Zencrane Livros
| Ano  | Título          | Formato           | ISBN              |
| ---- | --------------- | ----------------- | ----------------- |
| 2007 | Brasil Rupestre | Livro fotográfico | 978-85-60475-00-1 |

## Prêmios

### Estômago[2]
- Grande Prêmio Vivo do Cinema Brasileiro 2009[3]

“Melhor Filme”
“Melhor Filme do Público”
“Melhor Diretor”
“Melhor Roteiro Original”
“Melhor Ator Coadjuvante”
- Festival do Rio 2007[4]

”Melhor Filme (Prêmio do Público)”
“Melhor Diretor”
“Melhor Ator”
“Prêmio Especial do Júri”
- Festival de Biarritz 2008[5]

“Prêmio Especial do Júri”
- Valladolid Film Festival 2008, Espanha

“Espiga de Oro de Melhor Filme”
“Melhor Diretor Estreante”
“ Melhor Ator”
“Prêmio do Júri Jovem”
- International Film Festival Rotterdam 2008

”Lions Award 2008”
- Raindance Film Festival 2008, Reino Unido[6]

“Melhor Filme Internacional”
- Festival Internacional de Cine de Punta Del Este 2008[7]

“Melhor Filme”
“Melhor Ator”
- Festival Cinematográfico Internacional Del Uruguay 2008[8]

”Melhor Filme Latino-americano”
- Latin American Film Festival (Utrecht-Holanda) 2008

”Latin Angel Award”
- Premio Revista Contigo de Cinema 2008

“Melhor Atriz”
- Funchal International Film Festival 2008, Portugal.

“Melhor Atriz”
“Melhor Filme do Público”
- Film Festival Open Doek 2008 (Noite de Abertura), Bélgica.
- International Film Fest TOFIFEST 2008 (Noite de Abertura), Polônia.
- Premiere Brazil MoMA 2008 (Noite de Abertura), EUA.
- Fantastic Fest 2008 (Noite de Abertura), EUA.
- Festival Internazionale del Film di Roma 2008 (Noite de Abertura), Itália.
- Berlinale 2008, Alemanha.
- The Jameson Dublin International Film Festival 2008, Irlanda.
- Miami International Film Festival 2008, EUA.
- Moscow International Film Festival 2008, Rússia.
- Jerusalem Film Festival 2008, Israel.
- Puchon International Fantastic Film Festival 2008, Coréia do Sul.
- Durban International Film Festival 2008, África do Sul.
- Latinbeat Lincoln Center 2008, EUA.
- Cero Latitud Festival de Cine de Quito 2008, Equador.
- AFI Latin American Film Festival 2008, EUA.
- Antalya Golden Orange Film Festival 2008, Turquia.
- Festival Nouveau Cinéma Montreal 2008, Canadá.
- Taipei Golden Horse Film Festival 2008, China.

### Mundo Cão
- Prêmio de Desenvolvimento de Roteiro MINC
- Seleção oficial do projeto no Co-Production Market de Berlim
- Festival do Rio 2016
- Festival do Peru 2017
- Festival Brasileiro de Paris 2017

“Melhor Filme”
- Representante Oficial Festival BRICS (China) 2017

### Corpos Celestes[9]
- Festival de Cinema de Gramado 2009

“Melhor Fotografia”
- Festcine Goiânia 2009

Melhor Fotografia, Melhor Direção de Arte, Melhor Trilha, Sonora Original, Menção Honrosa Ator Revelação
- Festival de Cinema da Lapa 2010

Melhor Figurino
- 5º Encontro Nacional de Cinema e Vídeo dos Sertões

Melhor Diretor, Melhor Roteiro

### Infinitamente Maio
- 7o. Festival de Cinema, Vídeo e Dcine de Curitiba – 2003.

“Prêmio de Melhor Filme de Ficção”, “Prêmio de Melhor Direção”, “Prêmio de Melhor Atriz”
- 14o. Festival Internacional de Curtas-metragens de São Paulo – 2003

“Prêmio de Melhor Filme”  Júri da ABD-SP
- 2o. Festival de Curtas-Metragens de Santos – 2003

“Prêmio de Melhor Atriz”
- Festival do Rio 2003

“Menção Honrosa do Júri da ABD”
- Cine PE - Festival de Cinema de Pernambuco – 2004

“Melhor Atriz”, “Prêmio Aquisição Canal Brasil”
- 8o. FAM - Florianópolis Audiovisual Mercosul 2004

“Menção Honrosa do Júri”
- 8th Brazilian Film Festival of Miami - 2004

“Prêmio de Melhor Roteiro”, “Prêmio de Melhor Direção de Arte”
- 27o. Festival Guarnicê de Cinema – São Luís do Maranhão – 2004

“Prêmio de Melhor Roteiro”, “Prêmio de Melhor Atriz”
- Cine Ceará – Fortaleza - 2004

“Prêmio de Melhor Montagem”, “Prêmio de Melhor Roteiro”, “Prêmio de Melhor Atriz”, “Prêmio de Melhor Ator”

### O Ateliê de Luzia
- Festival É Tudo Verdade – 2004[10]

### O Encontro[11]
- 6o. Festival de Cinema, Vídeo e Dcine de Curitiba – 2002.

“Prêmio de Melhor Filme” (por unanimidade do júri), “Troféu Ruy Guerra” (Prêmio do Público), “Troféu Aramis Millarch” (Prêmio da Imprensa), “Prêmio de Melhor Filme de Ficção”, “Prêmio de Melhor Montagem”, “Prêmio de Melhor Ator”, “Prêmio Avec” (Melhor Filme)
- 30°. Festival de Gramado – Cinema Brasileiro e Latino – 2002.

“Prêmio de Melhor Ator”, “Premio de Melhor Atriz”, “Prêmio de Melhor Fotografia”
- 13°. Festival Internacional de Curtas-metragens de São Paulo – 2002.

“Eleito um dos favoritos do público”